# Theramenes (geslacht)
Theramenes is een geslacht van Phasmatodea uit de familie Heteropterygidae. De wetenschappelijke naam van dit geslacht is voor het eerst geldig gepubliceerd in 1875 door Carl Stål.

## Soorten
Het geslacht Theramenes omvat de volgende soorten:
- Theramenes exiguus Hennemann & Conle, 2003
- Theramenes mandirigma Zompro & Eusebio, 2001
- Theramenes olivaceus (Westwood, 1859)